# Diversité, équité et inclusion

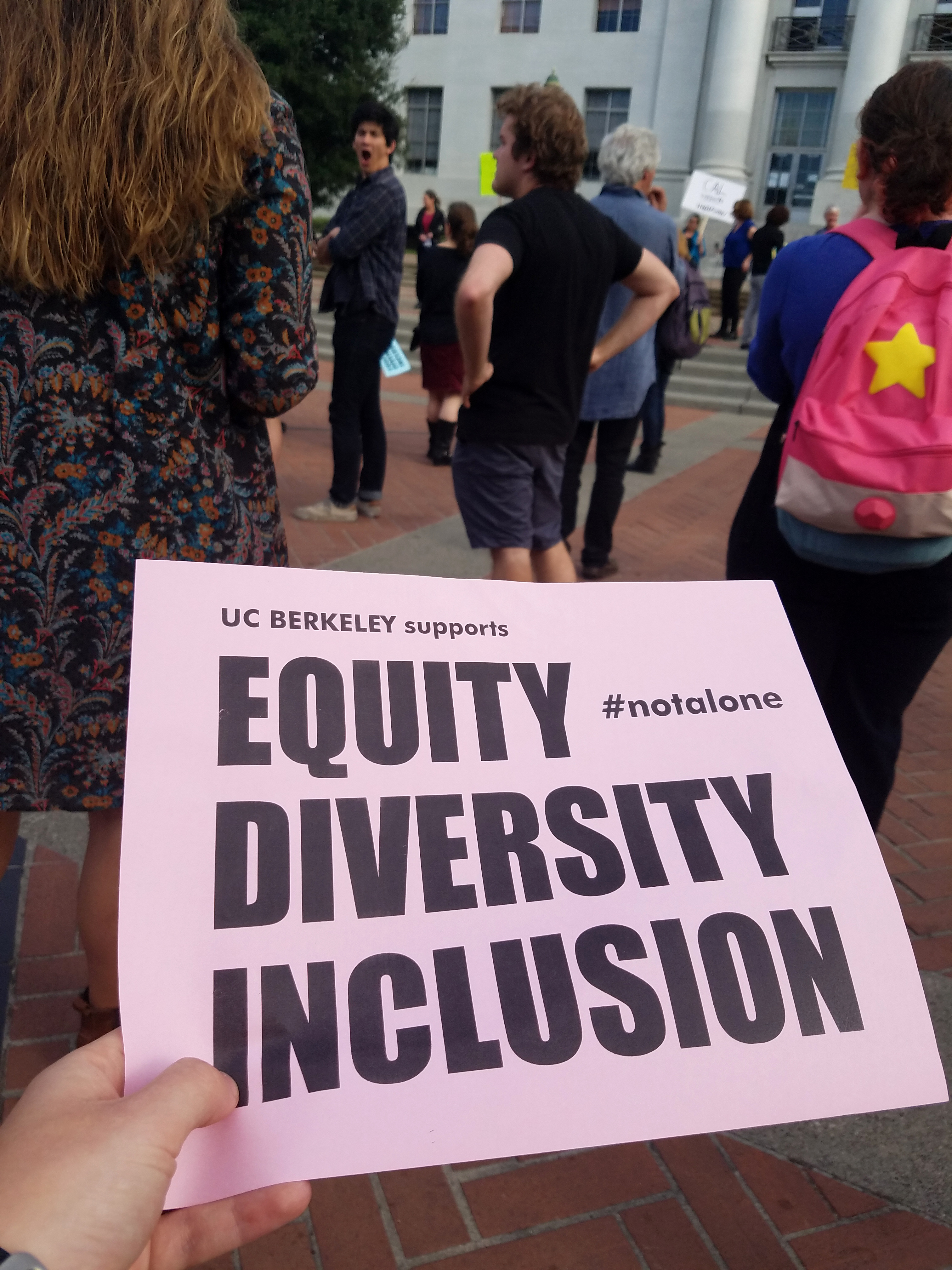
Équité, diversité, inclusion, université de Berkeley.

Diversité, équité et inclusion (en anglais : diversity, equity, and inclusion), abrégé en DEI, est une expression résumant les trois principes établis pour promouvoir l'inclusion et la lutte contre les discriminations envers des groupes historiquement minoritaires ou minorisés (femmes, LGBT+, personnes racisées et handicapées).
La DEI est le plus souvent utilisé pour décrire certaines actions de formation, telles que la formation à la diversité. Bien que la DEI soit surtout connue par sa pratique en entreprise, elle est également mise en œuvre dans d'autres organisations, telles que les universités, les écoles et les hôpitaux.
Dans les années 2020, les efforts et les politiques de la DEI ont suscité des critiques. Certaines sont dirigées contre l'efficacité spécifique de ses outils, tels que la formation à la diversité, et ses effets sur la liberté d'expression et la liberté académique, tout en suscitant plus largement des critiques pour des raisons politiques ou philosophiques. En outre, le terme « DEI » a gagné du terrain en tant qu'insulte ethnique envers les groupes minoritaires aux États-Unis.

## Définition
La diversité, l'équité et l'inclusion (DEI) sont trois principes utilisés ensemble pour accueillir, inclure et traiter équitablement les personnes ou les groupes minoritaires,.
La diversité fait référence à la présence de variété au sein du personnel d'une organisation, comme dans le domaine de l'identité et des politiques identitaires. Cela inclut le sexe, l'origine ethnique, l'orientation sexuelle, le handicap, l'âge, la culture, la classe sociale, la religion ou l'opinion,.
L'équité fait référence aux concepts d'égalité et de justice, tels qu'une rémunération équitable et une égalité réelle. Plus spécifiquement, l'équité implique généralement de mettre l'accent sur les disparités sociétales et d'attribuer des ressources et « le pouvoir de décision aux groupes qui ont été historiquement défavorisés », et de prendre « en considération les caractéristiques uniques d'une personne, en ajustant le traitement en conséquence afin que le résultat final soit égal. ».
Enfin, l'inclusion fait référence à la création d'une culture organisationnelle qui crée une expérience où « tous les employés sentent que leur voix sera entendue » et un sentiment d'appartenance et d'intégration,.

## Aux États-Unis

### Histoire

#### De l'«Affirmative action»...
La politique DEI est issue de la discrimination positive aux États-Unis, nommée « affirmative action » aux États-Unis. Ce terme juridique est utilisé pour la première fois dans le « décret no 10925 » signé par le président John F. Kennedy le 6 mars 1961, qui comprenait une disposition selon laquelle les entrepreneurs gouvernementaux « prennent des mesures positives pour garantir que les candidats soient employés, et les employés soient traités [équitablement] pendant leur emploi, sans égard à leur race, leurs croyances, leur couleur ou leur origine nationale. ». Il a été utilisé pour promouvoir des actions visant à garantir la non-discrimination.
La loi sur le Civil Rights Act de 1964 interdit la discrimination fondée sur la race, la couleur, la religion, le sexe ou l'origine nationale mais n'autorise pas les préférences de groupe. Le responsable du projet de loi au Sénat, le sénateur Hubert Humphrey, déclare que celui-ci « interdirait un traitement préférentiel pour un groupe particulier ».
En septembre 1965, le président Lyndon Johnson publie le « décret no 11246 » qui exige que les employeurs du gouvernement « embauchent sans égard à la race, à la religion et à l'origine nationale » et un Affirmative Action Program (AAP) définit les engagements avec les fournisseurs et sous-traitants fédéraux.
Cependant, dans la pratique, l'« affirmative action » a fini par devenir synonyme de préférences, d'objectifs et de quotas, confirmés ou invalidés par les décisions de la Cour suprême. Certaines lois d’État interdisent explicitement les préférences raciales et, en réponse, certaines lois n’ont pas tenté de légaliser explicitement les préférences raciales.
La justification déclarée de l'« affirmative action » par ses partisans est d'aider à compenser la discrimination, la persécution ou l'exploitation passées par la classe dirigeante d'une culture et de lutter contre la discrimination existante. Puis les concepts ont évolué pour inclure la diversité, l'équité et l'inclusion en faveur des groupes historiquement sous-représentés. Dans l'arrêt Bakke de 1978, Regents of the University of California v. Bakke (en), la diversité est devenue un droit constitutionnel. La Cour suprême a jugé que les quotas étaient illégaux, mais qu'il était permis de considérer la race comme un facteur supplémentaire lorsqu'on essayait de favoriser la « diversité » dans les établissements scolaires,.
En 2011, Barack Obama signe le « décret n° 13583 » concernant la diversité et l'inclusion. En 2021, c'est au tour de Joe Biden de signer plusieurs décrets concernant la diversité et l'inclusion.

#### ... À la diversité, l'équité et l'inclusion
En 2024, la rhétorique de l'« affirmative action » est de plus en plus remplacée par l'accent mis sur la diversité, l'équité et l'inclusion, tandis que neuf États interdisent explicitement l'utilisation de l'AAP dans le processus d'emploi,[réf. à confirmer]. En 2023, la Cour suprême rejette explicitement l'action positive concernant la race dans les admissions à l'université dans l'affaire Students for Fair Admissions v. Harvard (en).

#### Méthodes et arguments
Dans un article de 2018, les partisans de la DEI font valoir que, parce que les entreprises et les sociétés interagissent dans un monde plus vaste qu'elles, elles ne peuvent pas être complètement séparées des problèmes qui existent dans la société. Par conséquent, les auteurs soutiennent la nécessité pour la DEI d'améliorer les relations entre collègues et le travail d'équipe. Grâce à un plan DEI, les organisations décrivent les mesures à prendre, notamment le recrutement et la rétention du personnel, la promotion de canaux de communication efficaces, la dispensation de formations pertinentes et la réglementation de la conduite sur le lieu de travail.
Depuis 2022, de nombreuses institutions universitaires aux États-Unis commencent également à s'engager envers la DEI de différentes manières, notamment en créant des documents, des programmes et en nommant des membres du personnel dédiés,. De nombreuses agences d'accréditation exigent désormais de soutenir la DEI,. Depuis 2014, les informations sur la DEI destinées aux étudiants et aux professeurs sont répandues dans les collèges et les universités, de nombreuses écoles exigeant une formation et des réunions sur le sujet. De nombreuses bourses et opportunités dans les universités ont même un objectif secondaire : encourager la diversité. La diversité dans l'enseignement supérieur peut être difficile. Les étudiants issus de la diversité se sentant souvent réduits à remplir un « quota de diversité », ce qui peut entraîner une lourde charge émotionnelle. Des postes DEI existent également dans le but d'accompagner les élèves des écoles publiques.
Dans le domaine des soins de santé, les groupes de réflexion DEI sont utilisés pour renforcer la sensibilité culturelle des professionnels de la santé mentale. De tels espaces de réflexion contribuent à améliorer la réflexivité et la sensibilisation des professionnels de la santé mentale aux problèmes liés à la DEI, à la fois dans le cadre du travail clinique direct avec les patients, leurs familles et les systèmes plus larges, ainsi qu'au sein de la supervision et des équipes professionnelles.

### Engagement et controverse dans le milieu du travail
Le concept de gestion de la diversité se développe au milieu des années 1980. À la fin de cette décennie, le président Ronald Reagan menace de démanteler les lois sur l'égalité et l'« affirmative action ». En réaction, les professionnels de l'égalité et de l'action positive employés par les entreprises américaines, ainsi que les consultants en matière d'égalité, défendent l'idée qu'une main-d'œuvre diversifiée doit être considérée comme un avantage concurrentiel plutôt que comme une simple contrainte juridique. Pour l'emploi, le PNUD« estime qu'une culture inclusive attire les meilleurs talents. ».
Cependant, une étude réalisée en 2007 auprès de 829 entreprises américaines, sur une période de 31 ans, ne montre « aucun effet positif sur le lieu de travail » de la formation à la diversité, alors que l'effet est négatif là où elle est obligatoire. Selon Frank Dobbin, professeur de sociologie et chercheur sur la diversité à l'université d'Harvard : « En moyenne, [le mot d'ordre typique des grandes entreprises] « tout le monde doit suivre une formation sur la diversité », n'a aucun effet positif sur les groupes historiquement sous-représentés tels que les hommes ou les femmes noirs, hispaniques, américains d'origine asiatique ou les femmes blanches. ». Dana Brownlee critique le fait que les progrès ont été limités en matière de diversité raciale dans la direction des entreprises, en particulier pour les professionnels noirs. Ceci en raison du manque de responsables de la diversité, de profils diversifiés et d'une large orientation DEI qui néglige les problèmes spécifiques auxquels les professionnels noirs sont confrontés.
Après l'élection de Donald Trump en 2016 et les mouvements #MeToo et Black Lives Matter, le magazine Time déclare en 2019 que l'industrie de la DEI (IED en anglais) a « explosé ». Selon une estimation de 2020, la taille du marché mondial de la diversité et de l'inclusion est de 7,5 milliards de dollars, dont 3,4 milliards aux États-Unis, et devrait atteindre 17,2 milliards de dollars d'ici 2027. En 2021, le  New York magazine déclare que « le marché est devenu astronomiquement plus grand que jamais » après le meurtre de George Floyd en mai 2020. The Economist déclare également que des enquêtes menées auprès d'entreprises internationales indiquent que le nombre de personnes embauchées pour des postes dont le titre contient les mots « diversité » ou « inclusion » a plus que quadruplé depuis 2010.
Cependant, début 2024, le Washington Post rapporte que les entreprises américaines ont tendance à réduire les postes de DEI et à déléguer le travail à des consultants externes. La réduction des initiatives DEI s'aligne sur l'augmentation des contestations juridiques et de l'opposition politique aux efforts visant à améliorer l'équité raciale.
À la suite de la réélection de Donald Trump à la présidence des États-Unis en 2025, plusieurs grandes entreprises américaines comme Google, Disney, McDonald’s, Ford et Meta annoncent abandonner leurs politiques internes de diversité, équité et inclusion.

### Engagement et controverse dans le milieu universitaire

#### Suppression du critère de discrimination positive par la Cour Suprême
Depuis 2023, les assemblées législatives des États, dominées par les républicains, rédigent des projets de loi qui vont à l'encontre des efforts de DEI, principalement dans les collèges et universités d'État. En juin 2023, la Cour suprême supprime le critère de la discrimination positive dans les admissions à l'université. Selon The Chronicle of Higher Education, les établissements procèdent à des ajustements défensifs face aux critiques. Certaines écoles suppriment le mot « diversité » des titres de fonctions et d'emplois ; certaines ferment les espaces du campus réservés aux étudiants en fonction de leur identité ; certaines mettent fin à la formation sur la diversité ; et certaines ont cessé de demander à tous les membres du corps professoral et du personnel, des affirmations écrites de leur engagement en faveur de la diversité,. Une loi de Floride par exemple interdit aux établissements publics d'enseignement supérieur de dépenser des fonds d'État ou fédéraux pour la DEI, sauf si la loi fédérale l'exige.
En outre, le terme « DEI » a gagné du terrain en tant qu'insulte ethnique envers les groupes minoritaires aux États-Unis,.

### Formation à la diversité
La DEI est le plus souvent utilisée pour décrire certains efforts de formation, tels que la formation à la diversité. Elle est surtout connue comme une forme de formation en entreprise, mais elle est également mise en œuvre dans d'autres organisations, telles que les universités, les écoles et les hôpitaux,. Le magazine Time déclare en 2019 que les budgets qui y sont consacrés dans les universités ont « explosé »,.
La formation à la diversité, un outil couramment utilisé pour la DEI, a été critiquée à plusieurs reprises comme étant inefficace, voire contre-productive,,. The Economist a déclaré que « le consensus qui émerge actuellement parmi les universitaires est que de nombreuses politiques anti-discrimination n'ont aucun effet. Pire encore, elles se retournent souvent contre eux. ». Une affirmation courante est que ces efforts visent principalement à les protéger contre les litiges,.

### Déclarations obligatoires sur la diversité
L'utilisation de « déclarations sur la diversité » obligatoires au sein du monde universitaire, dans lesquelles un candidat ou un membre du corps professoral décrit ses « contributions passées » et ses projets « pour faire progresser la diversité, l'équité et l'inclusion » s'il est embauché, est devenue controversée et a suscité des critiques.
La Fondation pour les droits individuels et l'expression (FIRE) a qualifié de telles pratiques d'attaque contre la liberté académique, déclarant que « [l]es politiques vagues ou idéologiquement motivées des déclarations DEI peuvent trop facilement fonctionner comme des tests décisifs pour l'adhésion aux vues idéologiques dominantes sur la DEI. » et « pénaliser les professeurs qui ont des opinions dissidentes sur des questions d'intérêt public. » . Selon une enquête menée en 2022 par l'Association américaine des professeurs d'université, un collège et une université américaine sur cinq incluent les critères DEI dans les normes de titularisation, y compris 45,6 % des établissements comptant plus de 5 000 étudiants. Certaines universités ont commencé à accorder une grande importance aux déclarations sur la diversité dans les processus de recrutement. Par exemple, l’université de Californie à Berkeley a éliminé les trois quarts des candidats à cinq postes de professeur dans les sciences de la vie, exclusivement sur la base de leurs déclarations en matière de diversité lors du cycle d’embauche de 2018-2019.
Les arguments contraires, en faveur de la formation, émis par Tiega-Noel Varlack dans la revue d'avocats Daily Journal sont que « la formation aux préjugés implicites est cruciale pour lutter contre le racisme, et son contournement ne peut être justifié en vertu du premier amendement. Bien que la liberté d'expression soit un droit fondamental, elle n'est pas absolue et doit être mise en balance avec les besoins de santé publique, y compris lutter contre le racisme systémique. ». Uché Blackstock, urgentiste et directrice du recrutement de la Faculté de médecine de l'Université de New York, quitte l'établissement en 2019, en raison de l'environnement inhospitalier pour les stagiaires et le corps enseignant noirs. En réponse, elle fonde Advancing Health Equity.

### Des positions politiques clivées dans tous les domaines d'activité
L'opposition politique aux efforts DEI des entreprises aux États-Unis, en particulier le marketing critiqué comme « woke », a conduit à des appels au boycott de certaines entreprises par des activistes et des politiciens, avec des exemples notables comme Disney, Target, Anheuser-Busch et Chick-fil-A,.
Dans l'industrie cinématographique, des acteurs et réalisateurs ont critiqué les normes de diversité récemment mises en œuvre, notamment lors de la cérémonie des Oscars. À partir de 2024, pour être éligible à une nomination dans la catégorie du meilleur film aux Oscars, un film doit répondre à deux des quatre critères de diversité.
Une autre controverse politique concerne la mise en œuvre des cadres DEI dans l'armée, les politiciens républicains critiquant fréquemment les efforts comme « divisant » et nuisant à l'efficacité militaire et au recrutement, tandis que les démocrates les défendent comme bénéfiques. En juillet 2023, la Chambre des représentants a voté pour interdire tous les bureaux et initiatives DEI au sein du Pentagone et de l'armée selon des lignes partisanes, tous les démocrates et quatre membres républicains s'y opposant également. Le Sénat, sous contrôle démocrate, n'a pas agi,.

### Second mandat de Donald Trump
Deux semaines après la seconde investiture de Donald Trump, le 20 janvier 2025, le président américain a publié un Ordre Exécutif titré "Ending Radical And Wasteful Government DEI Programs And Preferencing". Ce texte statue que l'administration de Joe Biden forçait « des programmes de discriminations illégaux et immoraux, sous le nom "Diversité, Equité et Inclusion" » au sein des instances fédérales. Il y est prescrit la suppression de toute entreprise relative au DEI soutenue par le gouvernement fédéral. Cet ordre eut pour effet la suppressions de nombreuses ressources publiques à dispositions des écoles concernant la DEI, ainsi que la mise en congé de plus de 800 000 agents fédéraux, dans l'attente de la mise en œuvre de leur licenciement.

### Photographie de l'opinion publique américaine
Selon un sondage réalisé en juin 2024 par le The Washington Post et Ipsos, 6 Américains sur 10 estiment que les programmes de diversité, d'équité et d'inclusion sont « une bonne chose ». Selon un sondage réalisé en septembre 2024 par la Human Rights Campaign, 80 % des Américains LGBT boycotteraient une entreprise qui abrogerait ses programmes DEI et 19 % quitteraient leur emploi si leur lieu de travail le faisait.

## En France

### Histoire
L'association française des managers de la diversité, évalue la diffusion en France du terme « diversité » employé aux États-Unis, aux années 2000 « sous l’impulsion des pouvoirs publics et des entreprises. ». Après la « LOI n° 98-657 » du 29 juillet 1998 d'orientation relative à la lutte contre les exclusions, est publiée la « LOI n° 2008-496 » du 27 mai 2008 portant diverses dispositions d'adaptation au droit communautaire dans le domaine de la lutte contre les discriminations qui établit une large liste de critères discriminants, tant dans le domaine physique, que politique, syndical, linguistique, etc.

### Photographie de l'opinion publique française
Dans une enquête menée auprès de 1 023 salariés en avril 2024, par l’institut BVA People Consulting pour AFL Diversity, 68 % des salariés estiment que leur entreprise s’engage vers la diversité et l’inclusion mais 39 % des salariés se sont vus refuser des augmentations, des promotions ou des participations à des projets sur des critères de discrimination. Parmi ces cas de refus, 12% des salariés se sentent membres de la communauté LGBT+. Or 70% d’entre eux ont essuyé des refus en réponse à leurs demandes d’évolution ; 67% sont des collaborateurs en situation de handicap ; 73% de ces salariés se sentent appartenir à une diversité culturelle. L’étude déclare que 82% des salariés sont attentifs aux engagements sociaux d’une entreprise lorsqu’ils recherchent un emploi et près de 41% des salariés pourraient démissionner s'ils se sentent en désaccord avec les valeurs de l’entreprise.